# Palacio de la Bolsa de París
El palacio Brongniart (del francés: Palais Brongniart) también llamado Palacio de la Bolsa de París es un edificio rodeado de un peristilo de estilo corintio que es sede de la Bolsa de París (en la actualidad conocida como Euronext Paris). Se encuentra en el barrio Vivienne, en el segundo distrito de la ciudad denominado Bourse.
El edificio fue confiado por Napoleón I  en 1807 al arquitecto Alexandre Théodore Brongniart para albergar a la Bolsa de París, que hasta entonces funcionaba desde 1724 en el Hotel de Nevers.
Las obras empezaron en 1808, pero la muerte de Alexandre Théodore le llegó en plena construcción, en 1813, por lo que tuvo que seguir con el proyecto el arquitecto Labarre quien concluyó la obra, inaugurada el 4 de noviembre de 1826.
El palacio Brongniart albergó las actividades bursátiles durante más de 150 años, antes de dejar paso al sistema informatizado en el año 1987.
En la actualidad el edificio se utiliza esencialmente como auditorio, para la realización de congresos, exposiciones especiales y eventos de categoría.
Como curiosidad, las mujeres sólo obtuvieron el derecho a ingresar al palacio de la Bolsa de París en el año 1967.